# Kamera

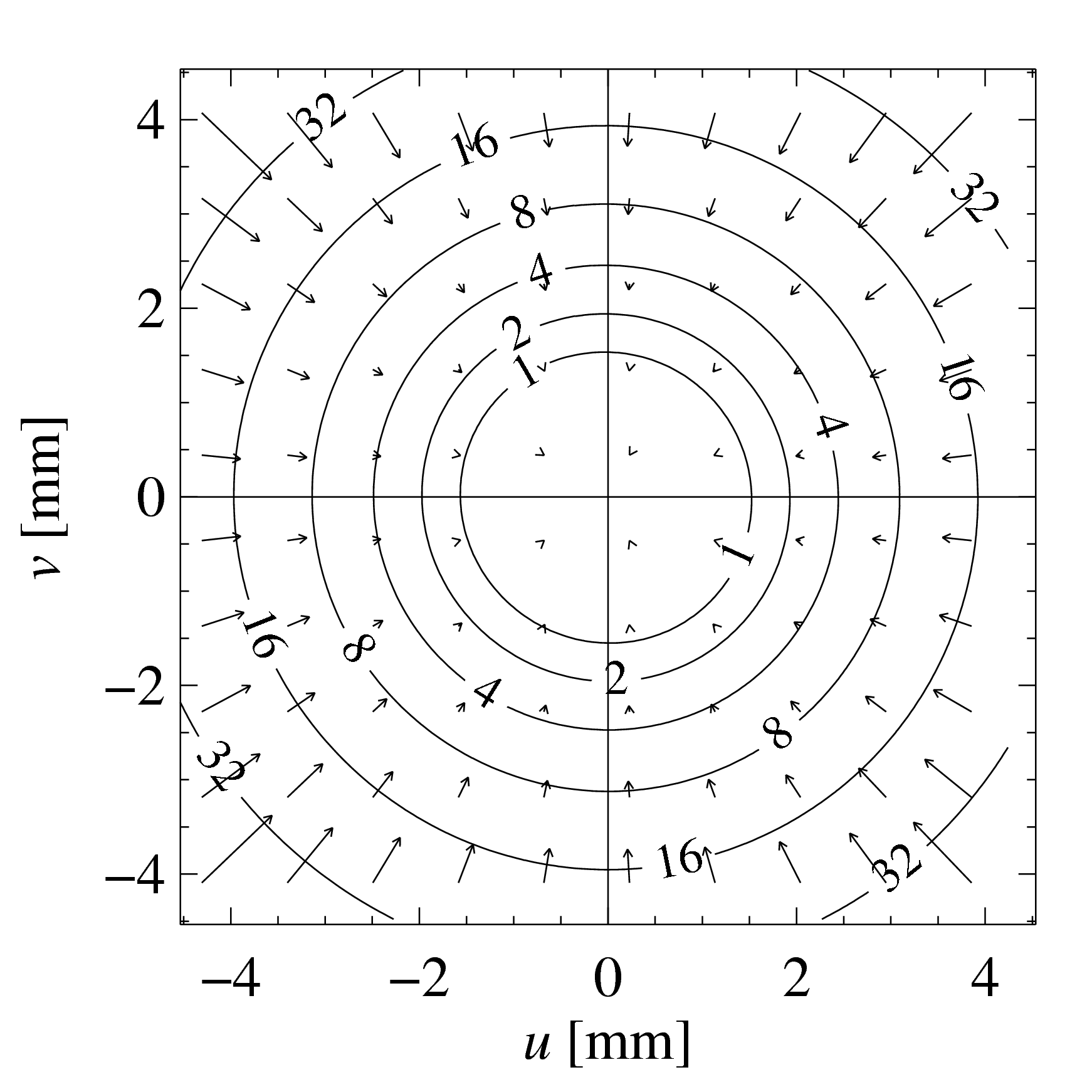

A kamera a camera obscura latin kifejezésből származó elnevezés, amelyet a magyar filmfelvevőgép és videókamera értelemben vett át. Idegen nyelvek analógiájára a fényképezőgép elnevezésére is használni tévedés.
Egy optikai lencsékből és fényvédett részből álló szerkezet.
A lencsék zárszerkezeten keresztül képet vetítenek egy rögzítő felületre (analóg filmre vagy digitális CCD-re).
A híradástechnikában az átviteli rendszer eleme, képek vagy képsorozatok optikai képét időben változó elektromos jellé alakító leképező készülék. A kimenetéről levehető videojel szinkron és színkódolási (például PAL) információkat tartalmaz.

## Filmfelvevőgép
A filmfelvevőgép fényérzékeny filmre (celluloidra) rögzíti a tárgyakról beeső fényjeleket. Ezeket a filmszalag szélessége alapján csoportosítják: a leggyakoribb, legelterjedtebb a 8 (otthoni használatra), 16 vagy 35 mm-es film. A mozifilmek jellemzően 35 mm-es filmre készülnek, s terjed a pusztán digitálisan rögzített nagy felbontású film is.

## Videókamera
A videókamera a CCD-re vagy CMOS-ra érkező fényt elektronikus jellé alakítja. A jel rögzítése történhetett analóg módon kazettában lévő mágnesszalagra, de ma már inkább digitálisan (kazettában lévő mágnesszalagra, írható DVD-re, esetleg merevlemezre, mint a számítógépnél). A felbontásuk már eléri a hagyományos, celluloidos kamerákét.

## Különleges kamerák
- nagysebességű kamera;[4] másodpercenként több száz, ezer vagy tízezer kép készítésére alkalmas kamera slow-motion videó készítése vagy műszaki diagnosztika céljából[5]
- mikroszkópos kamera
- víz alatti kamera
- sztereoszkóp
- holografikus rendszerű kamera
- sávkamera
- ipari[6]

## Képgaléria
- Tévékamera
- Elforduló térfigyelő kamera
- 360 fokos térfigyelő kamera

## Külső hivatkozások
- IP kamera
- Gyorskamerás diagnosztika